# (2096) Väinö
(2096) Väinö es un asteroide perteneciente al cinturón de asteroides, descubierto el 18 de octubre de 1939 por Yrjö Väisälä desde el Observatorio de Iso-Heikkilä, en Turku, Finlandia.

## Designación y nombre
Designado provisionalmente como 1939 UC. Fue nombrado Väinö en homenaje al personaje de la mitología finesa Väinämöinen.